# Resultados do Carnaval de Florianópolis em 2011
Resultados do Carnaval de Florianópolis em 2011. A União da Ilha da Magia foi a campeã do carnaval de 2011, de forma inédita, com "Cuba Sim! Em nome da verdade". Este foi o primeiro título da história da agremiação até o dado momento. No grupo de blocos carnavalescos, o Bloco Dascuia foi campeão, garantindo sua ascensão como escola de samba para o carnaval de 2012. O Bloco Vermelho e Branco ascendeu ao 1° grupo de blocos após o título do 2° grupo. 

## Escolas de samba
Notas
| AGREMIAÇÃO             | Bateria | Bateria | Bateria | Samba-Enredo | Samba-Enredo | Samba-Enredo | Fantasia | Fantasia | Fantasia | Harmonia | Harmonia | Harmonia | Alegorias e Adereços | Alegorias e Adereços | Alegorias e Adereços | Enredo | Enredo | Enredo | C. de Frente | C. de Frente | C. de Frente | Evolução | Evolução | Evolução | M. Sala e P. Bandeira | M. Sala e P. Bandeira | M. Sala e P. Bandeira | P. | TOTAL |
| ---------------------- | ------- | ------- | ------- | ------------ | ------------ | ------------ | -------- | -------- | -------- | -------- | -------- | -------- | -------------------- | -------------------- | -------------------- | ------ | ------ | ------ | ------------ | ------------ | ------------ | -------- | -------- | -------- | --------------------- | --------------------- | --------------------- | -- | ----- |
| Consulado              | 10      | 9,9     | 9,7     | 9,8          | 10           | 10           | 9,0      | 9,5      | 9,5      | 9,3      | 9,1      | 9,2      | 9,7                  | 9,5                  | 9,6                  | 10     | 9,7    | 9,8    | 9,8          | 9,8          | 9,3          | 9,4      | 9,3      | 9,0      | 9,8                   | 9,4                   | 9,5                   |    | 258,6 |
| Unidos da Coloninha    | 9,9     | 10      | 10      | 9,7          | 9,8          | 9,8          | 9,8      | 9,3      | 9,7      | 9,4      | 9,4      | 9,5      | 9,9                  | 9,7                  | 9,2                  | 10     | 9,8    | 9,7    | 9,7          | 9,8          | 9,4          | 9,2      | 9,2      | 9,3      | 9,7                   | 9,6                   | 9,7                   |    | 260,2 |
| Protegidos da Princesa | 10      | 10      | 10      | 10           | 10           | 10           | 9,5      | 9,7      | 9,8      | 9,4      | 9,3      | 9,7      | 9,0                  | 9,8                  | 9,0                  | 9,9    | 9,9    | 10     | 9,8          | 9,6          | 9,2          | 9,6      | 9,5      | 9,1      | 10                    | 9,8                   | 9,7                   |    | 261,3 |
| União da Ilha da Magia | 10      | 10      | 9,9     | 9,7          | 9,8          | 9,7          | 9,7      | 9,3      | 9,5      | 10       | 9,6      | 9,8      | 9,5                  | 9,9                  | 9,7                  | 10     | 10     | 9,9    | 10           | 10           | 10           | 10       | 9,4      | 9,8      | 9,9                   | 9,7                   | 10                    |    | 264,8 |
| Embaixada Copa Lord    | 10      | 10      | 9,8     | 10           | 10           | 9,9          | 9,6      | 9,5      | 9,6      | 9,6      | 9,5      | 9,4      | 9,3                  | 9,6                  | 9,4                  | 9,9    | 9,8    | 9,8    | 10           | 9,7          | 9,5          | 9,5      | 9,7      | 9,5      | 9,8                   | 9,5                   | 9,6                   |    | 261,5 |

Classificação
| Pos | Escolas de samba          | Enredo                                                                                               | Pts   | Classificação           | Ref.  |
| --- | ------------------------- | --- | ----- | ----------------------- | ----- |
| 1°  | União da Ilha da Magia    | "Cuba Sim! Em nome da verdade"                                                                       | 264,8 | Campeã do Carnaval 2011 | [ 1 ] |
| 2°  | Embaixada Copa Lord       | Enfim...há mãos... e mãos! As tuas quais são?                                                        | 261,5 |                         | [ 1 ] |
| 3°  | Os Protegidos da Princesa | Ein prosit, Oktober! Cerveja, o pão líquido dos deuses                                               | 261,3 |                         | [ 1 ] |
| 4°  | Unidos da Coloninha       | Vossa Majestade, beijo-lhe as mãos! A terra do pau-brasil é boa e querendo aproveitá-la,tudo nela dá | 260,2 |                         | [ 1 ] |
| 5°  | Consulado                 | Dança                                                                                                | 258,6 |                         | [ 1 ] |

## Blocos carnavalescos
Classificação
| Pos      | Escolas de samba   | Pts      | Classificação                        | Ref.        |
| -------- | ------------------ | -------- | ------------------------------------ | ----------- |
| 1° Grupo | 1° Grupo           | 1° Grupo | 1° Grupo                             | [ 2 ] [ 3 ] |
| 1°       | Dascuia            |          | Campeã do 1° Grupo de Blocos de 2011 | [ 2 ] [ 3 ] |
| 2°       | A Nossa Turma      |          |                                      | [ 2 ] [ 3 ] |
| 3°       | Amigos do Caramuru |          |                                      | [ 2 ] [ 3 ] |
| 4°       | Amocart            |          |                                      | [ 2 ] [ 3 ] |
| 5°       | Filhos da Lua      |          |                                      | [ 2 ] [ 3 ] |
| 6°       | Mancha Azul        |          |                                      | [ 2 ] [ 3 ] |
| 2° Grupo |                    |          |                                      | [ 2 ] [ 3 ] |
| 1°       | Vermelho e Branco  |          | Campeã do 2° Grupo de Blocos de 2011 | [ 2 ] [ 3 ] |
| 2°       | Gaviões Alvinegros |          |                                      | [ 2 ] [ 3 ] |
| 3°       | Novo Horizonte     |          |                                      | [ 2 ] [ 3 ] |
| 4°       | Ostra da Guigui    |          |                                      | [ 2 ] [ 3 ] |